# Ratpenat de llança de Koepcke
El ratpenat de llança de Koepcke (Gardnerycteris koepckeae) és una espècie de ratpenat de la família dels fil·lostòmids. Viu a altituds de fins a 1.600 msnm a Colòmbia, el Perú i, possiblement, l'Equador i Veneçuela. No se sap gaire cosa sobre el seu hàbitat i la seva història natural. La Unió Internacional per a la Conservació de la Natura (UICN) el classifica com a espècie amb «dades insuficients», però diversos estudis han plantejat la seva recategorització com a espècie gairebé amenaçada, vulnerable o en perill. Fou anomenat en honor de l'ornitòloga alemanya Maria Koepcke.